# Seis
El seis (6) es el número natural que sigue al cinco y precede al siete.

## Matemáticas
- Número libre de cuadrados.

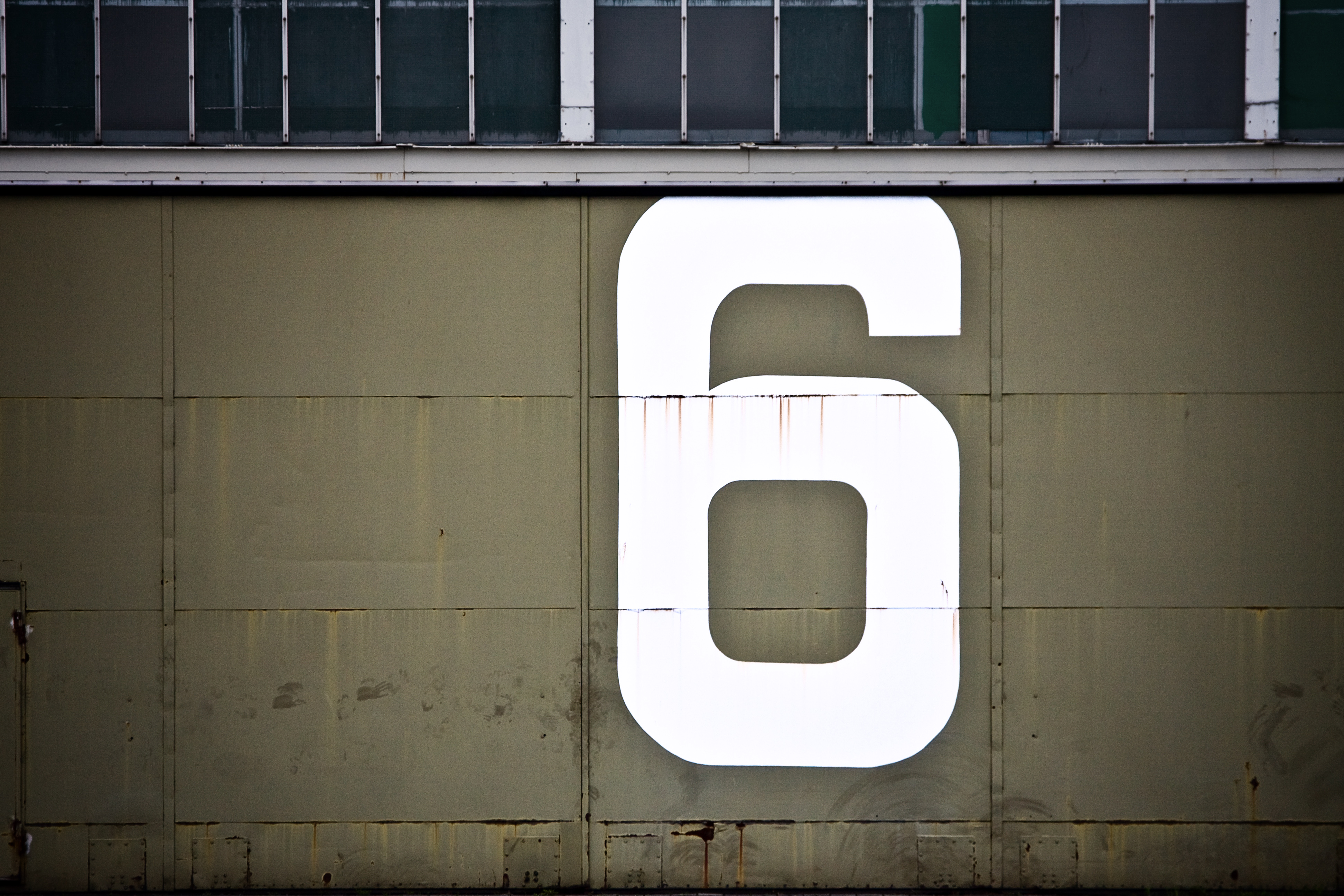
Un seis pintado en la puerta de un hangar.

- Es el primer número perfecto y también es semiperfecto, puesto que sus divisores propios (1, 2 y 3) suman 6. El siguiente número perfecto es el 28.
- Es el tercer número triangular, después del 1 y el 3 y antes del 10.
- Es el factorial de 3, ya que 6 = 3 × 2 × 1.
- seis es la suma de los tres primeros números naturales: {\displaystyle 6=1+2+3+}
- Es la media aritmética de la siguiente sucesión: 2,3,4,5,6,7,8,9,10, pues {\displaystyle {\frac {2+3+4+5+6+7+8+9+10}{9}}=6}
- El polígono de 6 lados se denomina hexágono. El hexágono regular tiene todos sus ángulos de 60°.
- El poliedro de 6 caras es el hexaedro. El hexaedro regular se denomina cubo y sus caras son cuadrados.
- Un tetraedro tiene 6 aristas.
- El desarrollo de {\displaystyle (x+y)^{5}} es un polinomio de seis términos; este polinomio es simétrico: {\displaystyle f(x;y)=f(y;x)} y es homogéneo: {\displaystyle t^{5}f(x;y)=f(tx;ty)}.
- Hay seis funciones trigonométricas básicas.
- Todos los números primos superiores a 3 tienen la forma 6 n ± 1 para n ≥ 1.
- Número de osculación en dos dimensiones.
- Una regla Golomb de longitud 6 es una "regla perfecta".
- Es un número práctico.
- Es un número oblongo.
- Es un número congruente
- Es un número divisor armónico.

## Ciencia
- 6 es el número atómico del carbono (C).
- Objeto de Messier M6 es un cúmulo abierto que se encuentra en la constelación de Escorpión.
- Hay seis tipos o sabores distintos de quarks.

## Características
- Euclides llamó al 6 número perfecto por ser igual a la suma de sus divisores.
- Ambrosio de Milán lo hace símbolo de la armonía perfecta.
- Si giramos al revés al 6 sale un nueve (9).
- Es el primer número par en cuya descomposición factorial encontramos un número diferente a 2 (6 = 2 · 3).
- Según la Biblia el 6 es el número más perfecto de los imperfectos,[1] ya que le falta 1 para llegar a 7 (el número perfecto).
- También lo es en la Qabala que le adjudica el sexto sefira Tiferet que significa, Belleza.
- El número seis es referencia de amor eterno entre los que lo comparten.
- Está asociado con el número de la bestia: "Aquí hay sabiduría: El que tiene entendimiento calcule el número de la bestia, porque es número de un hombre; y su número es seiscientos sesenta y seis". (Apocalipsis 13:18). Aparece como la plenitud de la maldad al ser tres veces seis.